# کلدی کادیو
کلدی کادیو (ایتالیایی: Kledi Kadiu؛ زادهٔ ۷ آوریل ۱۹۷۴) هنرپیشه، هنرمند رقص، چهره و پدیدآور اهل آلبانی است.
از فیلم‌هایی که وی در آن‌ها نقش داشته‌است، می‌توان به علاج محافظ شخصی اشاره نمود.